# Mohamed Belhaj Amor
Pour les articles homonymes, voir Belhaj et Amor.
Mohamed Belhaj Amor (محمد بالحاج عمر), né en 1934 à Moôtmar et mort le 30 janvier 2017, est un homme politique tunisien.

## Biographie
Titulaire d'un diplôme d'ingénieur agronome, il entre au ministère de l'Agriculture après l'indépendance. En 1969, après la destitution du ministre Ahmed Ben Salah, il quitte son poste puis prend la tête du Groupe interprofessionnel des agrumes et fruits en 1973. Quatre ans plus tard, il est détenu avec une vingtaine d'autres membres du Mouvement de l'unité populaire, parti fondé par Ben Salah mais non reconnu par les autorités ; il passe alors deux ans en prison. Après sa sortie, il rompt en 1981 avec Ben Salah en raison de divergences entre les deux hommes.
En 1982, il fonde le Parti de l'unité populaire, reconnu par les autorités le 19 novembre 1983. Il exerce la fonction de secrétaire général, avant d'être remplacé le 16 janvier 2000 par Mohamed Bouchiha lors de la réunion du Conseil central du parti.
Lors de l'élection présidentielle du 24 octobre 1999, la première élection présidentielle pluraliste de l'histoire du pays, Belhaj Amor se présente et recueille 0,31 % des suffrages, soit un total de 10 594 voix en sa faveur. La loi constitutionnelle votée en juin 1999 lui avait permis de se présenter à cette élection. Pour Abdelhak Azzouzi, la loi a cependant été « aménagée de telle sorte que les candidats qui se présenteront seront jugés acceptables par le président de la République ».
Mohamed Belhaj Amor meurt le 30 janvier 2017 à l'âge de 82 ans. Il est inhumé le lendemain dans son village natal de Moôtmar.